# Санти, Пётр Львович
Граф Пётр Львович Санти (1770—1821) — российский государственный деятель, камергер, тайный советник, сенатор.

## Биография
Происходил из аристократического рода Сардинского происхождения. Родился в 1770 году (?), был внуком видного российского сановника Франца Матвеевича Санти, сыном графа Льва Францевича и Анны Александровны (урождённой Нарбековой). В службу записан в 1783 году.
К 1800 году был полковником и занимал должность бригад-майора, 16 июня того же года пожалован придворным чином камергера с сохранением полковничьего мундира и 17 июля 1801 года назначен к определению за обер-прокурорский стол в Московских департаментах Сената, числился в 5-м департаменте. 1 мая 1810 года назначен обер-прокурором 8-го департамента Сената.
В некоторых источниках говорится, что П. Л. Санти во время Отечественной войны 1812 года был генерал-майором и сформировал в Коломенском уезде Московской губернии 5-й пехотный казачий полк Московского ополчения. В материалах редакции журнала «Русский архив», сохранился черновик рапорта П. Л. Санти министру юстиции И. И. Дмитриеву, где он мотивировал свою неявку на заседание своего департамента Сената в августе 1812 года тем, что по особому поручению императора Александра I в это время занимался формированием полка. Осенью 1812 года он с полком прикрывал Калужское направление, причём он обвинялся в задержании выдачи собранных уездным дворянством подъемных денег для ополченцев: «Теперь они босы, оборваны и не имеют достаточно одежды, чтобы укрыться от стужи и непогоды». В ряде других источников сообщается что этим полком командовал его дядя А. Ф. Санти.
6 апреля 1819 года получил чин тайного советника и был назначен присутствовать в Правительствующем сенате, заседал в 1-м отделении 6-го департамента. В том же году был назначен ревизовать Казанскую губернию (совместно с сенатором С. С. Кушниковым), по итогам которой казанский гражданский губернатор И. А. Толстой высочайшим повелением был снят с занимаемой должности.
Среди прочих наград граф Санти имел ордена Св. Владимира 3-й степени (01.01.1811) и Св. Анны 2-й (1810) и 1-й степени (16.12.1811).
Скончался 2 (14) августа 1821 года.
В московском доме П. Л. Санти в Большом Харитоньевском переулке в 1803—1805 годах жила семья А. С. Пушкина.
Его брат Александр Львович Санти (1770—1838) во время Отечественной войны 1812 года был Киевским гражданским губернатором, а во время Заграничных походов 1813—1814 годов был генерал-интендантом Резервной и Польской армий.